# Sulfur de magnesi
El sulfur de magnesi, MgS, és un compost inorgànic iònic format per cations magnesi, Mg2+ i anions sulfur, S2–. Es presenta en forma de cristalls incolors que, per impureses, poden agafar tonalitats marró-vermelloses. El MgS cristal·lítza segons l'estructura cristal·lina cúbica, tipus clorur de sodi. És higroscòpic i forma hidrats amb 3 i 6 molècules d'aigua: sulfur de magnesi trihidratat, MgS·3H₂O, i sulfur de magnesi hexahidratat, MgS·6H₂O.
El sulfur de magnesi s'obté per reacció d'un sulfur o del sulfur d'hidrogen amb el magnesi.

## Reaccions químiques
Les propietats químiques són semblants a la resta de sulfur d'alcalinoterris (sulfur de calci, CaS, i sulfur de bari, BaS):
- MgS reacciona amb l'oxigen per formar el sulfat de magnesi.

MgS + 2 O₂ → MgSO₄
- El sulfur de magnesi reacciona amb l'aigua per donar hidrogenosulfur de magnesi i hidròxid de magnesi:

2 MgS + 2 H₂O → Mg(HS)₂ + Mg(OH)₂
- Durant la purificació del ferro el sofre, que apareix com impuresa, s'elimina per reacció amb magnesi en pols formant-se el sulfur de magnesi.

Mg + S → MgS